# Faljeril

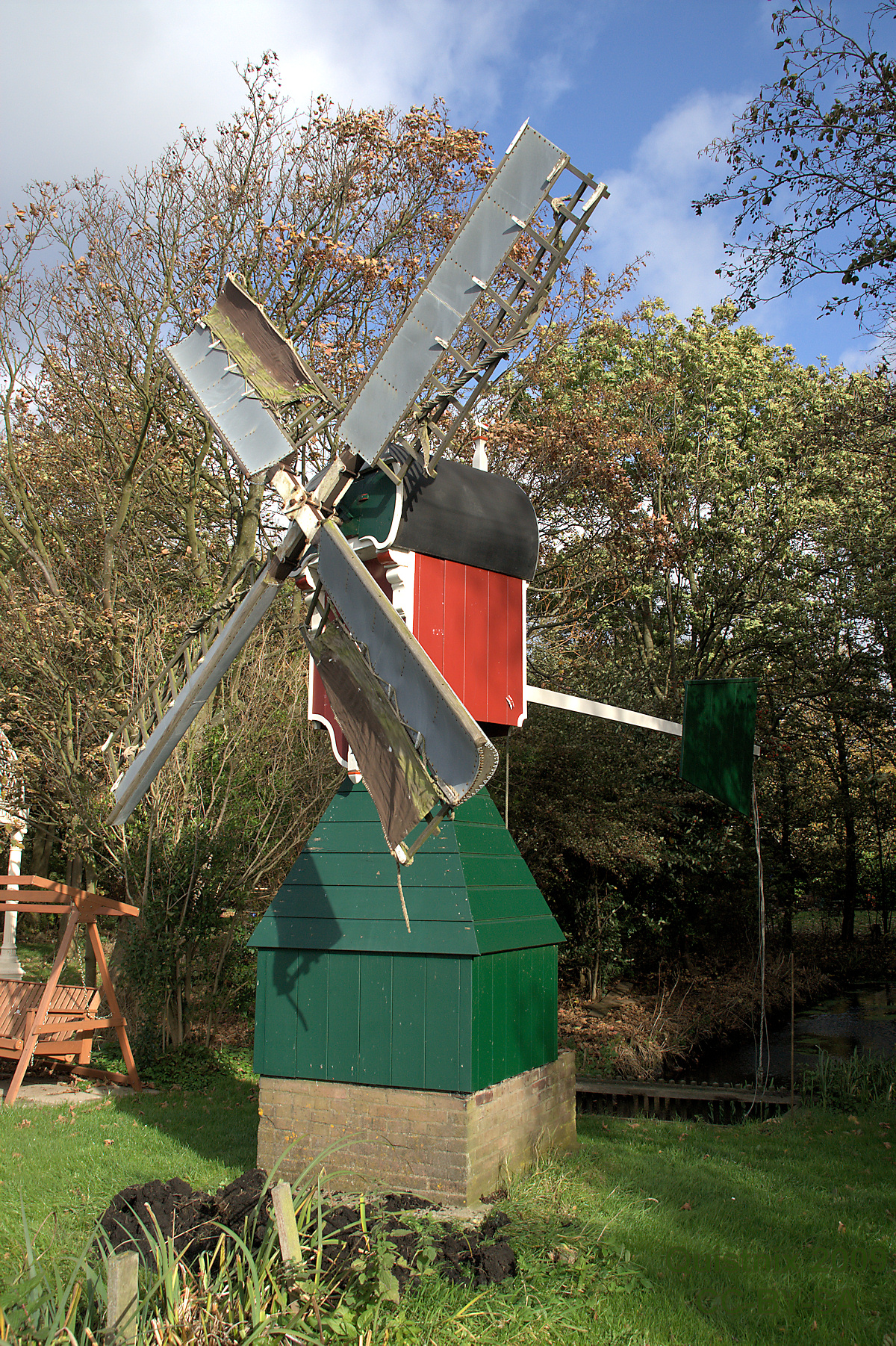
De Faljerilmolen

Faljeril of Faljerel is een noordelijk gelegen eiland in de Kagerplassen. Faljeril ligt aan de Dieperpoel. Het eiland is circa 4 hectare groot en is vanaf 1935 ontwikkeld. Aanvankelijk werd een kleine poldermolen gebruikt om Faljeril te bemalen: de Faljerilmolen.
Op Faljeril staan enkele huizen die een deel van het jaar bewoond worden en een aantal woonboten hebben er een vaste ligplaats.
Ten oosten van Faljeril ligt het eiland Kaag. Beide eilanden worden gescheiden door het Gravenwater.

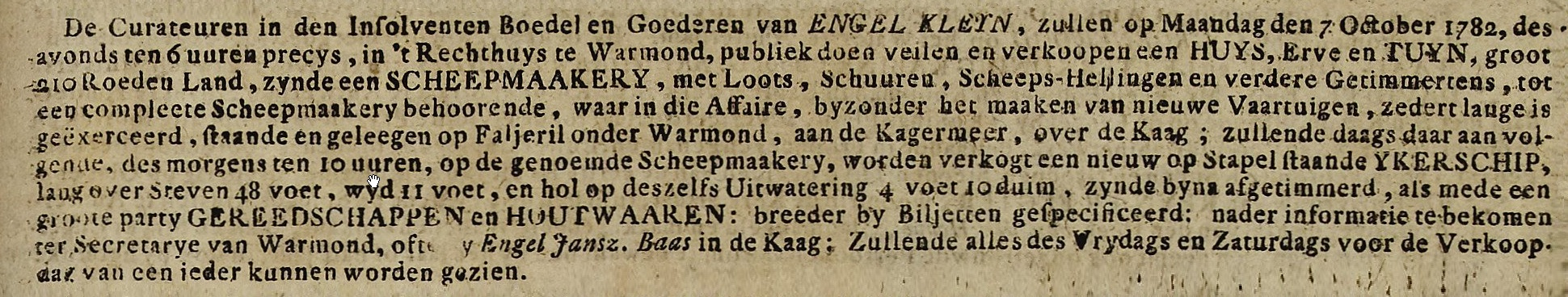
Een advertentie in de Leydse Courant van 30 september 1782, waarin de veiling van een scheepswerf op het eiland Faljeril wordt aangekondigd.

Volledige vaardorpen: Giethoorn · Jonen · Rietveld · Zuideinde

Gedeeltelijke vaardorpen: Belt-Schutsloot · Dwarsgracht · Kaag (Faljeril & Vogelskamp) · Kalenberg · Nederland · Sluipwijk (deel bij Vogelzang) · Wetering · Zevenhuizen